# Kim Raver
Kim Raver (New York City, New York, 15. ožujka 1969.), američka televizijska i filmska glumica. Najpoznatija je po ulogama u TV serijama "Heroji iz strasti", "24", "Uvod u anatomiju" i "Lipstick Jungle".